# Trachelas daubei
Espèce
Trachelas daubei est une espèce d'araignées aranéomorphes de la famille des Trachelidae.

## Distribution
Cette espèce est endémique d'Équateur.

## Publication originale
- Schmidt, 1971 : Mit Bananen eingeschleppte Spinnen. Zoologische Beiträge (N.F.), vol. 17, p. 387-433.